# Sobirans (Odèn)
|  | Aquest article tracta sobre el cim de Sobirans a Odèn. Vegeu-ne altres significats a «Sobirans (Arenys de Munt)». |

Sobirans és una muntanya de 1.134 metres que es troba al municipi d'Odèn, a la comarca catalana del Solsonès.